# 林実樹廣
林 実樹廣（はやし みきひろ、1948年 - ）は、日本の数学者。北海道大学名誉教授（大学院理学研究科）。
埼玉大学理工学部卒業。北海道大学大学院理学研究科修士課程修了。理学博士（カリフォルニア大学ロサンゼルス校）。

## 著書
- 『複素関数概論』（共著）,サイエンス社,2003年
- 『級数』（共著）,共立出版株式会社,1998年

## 論文

### 単著
- “On a problem about the Shilov boundary of a Riemann surface”,『数理解析研究所講究録』,京都大学数理解析研究所編,1519,59-70,2006
- 「無限遠で有界な非定数有理型関数をもつRiemann面―調和・解析関数空間と線形作用素」,『数理解析研究所講究録』,京都大学数理解析研究所編,1049,39-46,1998
- “Bounded Analytic Functions on Riemann Surfaces”,『数理解析研究所講究録』,京都大学数理解析研究所編,0825,121-125,1993
- 「リーマン面上の有界正則函数について―函数環に関連した諸問題(2)」,『数理解析研究所講究録』,京都大学数理解析研究所編,0654,81-92,1988
- 「invariant subspace problemについて―Positivityに関連する解析学」,『数理解析研究所講究録』,京都大学数理解析研究所編,0544,163-186,1985
- 「PW型リーマン面上のHardy族について：不変部分空間定理が成立する場合としない場合―函数環に関連した諸問題」,『数理解析研究所講究録』,京都大学数理解析研究所編,0523,66-75,1984
- 「Linear Extremal Problems （複素領域上の線型解析）」, 『数理解析研究所講究録』 0366, 14-29, 1979
- 「BMO Functions and Algebras on the Unit Disc （同型写像と非有界微分子）」, 『数理解析研究所講究録』 0320, 162-184, 1978
- 「有理関数近似について （Approximation Theory in Functional Analysis）」, 『数理解析研究所講究録』 0265, 10-27, 1976
- 「可換バナッハ環の陰関数定理 （Function Algebraとその応用）」, 『数理解析研究所講究録』 0232, 15-25, 1975
- 「Tensor ProductとFunction AlgebraのCounter Examples （無限次元空間のテンソル積）」, 『数理解析研究所講究録』 0228, 51-60, 1975
- 「X上のA(X)Metric （Function Algebraとその応用）」, 『数理解析研究所講究録』 0206, 30-49, 1974
- 「p-SetによるFunction Algebraの分解について （Function Algebra）」, 『数理解析研究所講究録』 0169, 1-16, 1972

### 共著
- 林・小林・中井,「解析関数空間とその上の作用素論 (1)」,『数理解析研究所講究録』,京都大学数理解析研究所編,1137,19-25,2000
- 林・小林・中井,「解析関数空間とその上の作用素論 (2)」,『数理解析研究所講究録』,京都大学数理解析研究所編,1137,26-32,2000
- 加藤・林,「Two-Sheeted Discの有界正則関数による点分離」,『数理解析研究所講究録』,京都大学数理解析研究所編,0946,125-132,1996

## 研究内容
- 解析学
- リーマン面上の有界正則関数
- 函数論